# Шване, Йозеф
Йо́зеф Анто́ний Шва́не (нем. Joseph Anton Schwane; Дорстен 2 апреля 1824 — Мюнстер 6 июня 1892) — немецкий католический богослов, священник, писатель.
Йозеф, после получения первоначального образования в Дорстене и в Реклингхаузене, изучал философию и богословие в Мюнстере с 1843 по 1847 год. 29 мая 1847 года Йозеф был рукоположён в священника, после чего продолжил образование в течение двух лет в университете Бонна и Тюбингенском университете. Затем Йозеф стал директором Графского института фон Галена в Мюнстере, был приват-доцентом церковной истории, нравственного богословия и истории догматики в университете Мюнстера (1853-1859), помощником ординарного профессора нравственного богословия, истории догматики и символизма. В то же время он читал лекции по догматическому богословию вместе с престарелым Антонием Берлаге, которого он сменил в качестве профессора догматического богословия в 1881 году.
Папа Лев XIII удостоил его звания монсеньора в 1890 году.

## Труды
Главный труд Шване это "Dogmengeschicte", первая католическая работа в своём роде, охватывающая всю историю догматики (четыре книги: I книга, Münster, 1862;  2-е издание, Frieburg, 1892; II книга, Münster, 1869; 2-е издание, Freiburg, 1895; III том, Freiburg, 1882; IV том  Freiburg, 1890).
Его объёмные сочинения в области нравственного богословия:
- "Die theologische Lehre uber die Verträge mit Berückschtigung der Civilgesetze, besonders der preussischen, allgemein deutschen und französischen" (Münster, 1871; 2nd ed., 1871);
- "Die Gerechtigkeit und die damit verwandten sittlichen Tugenden und Pflichten des gesellschaftlichen Lebens" (Freiburg, 1873);
- "Spezielle Moraltheologie" (Freiburg, 1878-1885).

Небольшие сочинения: 
- "Dasgöttliche Vorherwissen und seine neuesten Gegner" (Münster, 1855);
- "De controversia, quae de volore baptismi haereticorum inter S. Stephanum Papam et S. Cyprianum agitata sit, commentatio historico-dogmatica" (Münster, 1860);
- "De operibus supererogatoriis et consiliis evangelicis in genere" (Münster, 1868);
- "Die eucharistiche Opferhandlung" (Freiburg, 1889);
- "Uber die scientia media und ihre Verwendung fur die Lehre von der Gnade und Freiheit" in "Tübinger theol. Quartalschrift", XXXII (1850), 394-459,

и многие публикации в богословских журналах.